# Giovanni Antonio Bovio
Giovanni Antonio Bovio (Bellinzago, 1560 circa – Molfetta, 12 agosto 1622) è stato un vescovo cattolico e teologo italiano, appartenente all'Ordine carmelitano.

## Biografia
Nato a Bellinzago nel Novarese Giovanni Antonio Bovio entrò nell'Ordine carmelitano il 29 giugno del 1589. Magister Theologiae, insegnò metafisica alla Sapienza di Roma. Fu consultore della Congregazione dell'Indice e membro della Congregazione de Auxiliis. A favore del Molina scisse l'Epistola ad Paulum V, qua suam definienda auxiliorum controversia sententiam dicit, pubblicata ad Anversa nel 1609, e l'Idea Bullae iussu Pauli V Pontificis Maximi meditatae, pro finienda auxiliorum controversia, edita a Roma nel 1606. Sostenne Paolo V e combatté Paolo Sarpi durante la guerra dell'interdetto. Rispose al Trattato dell'interdetto di Sarpi con una Risposta alle considerazioni del P. M. Paolo da Venezia, sopra le censure della Santità di papa Paolo V contra la Repubblica di Venetia, pubblicata a Roma nel 1606 e riedita a Colonia l'anno successivo. In difesa di Sarpi intervenne il suo discepolo Fulgenzio Micanzio con la Confirmatione delle considerationi del P. M. Paolo di Venetia contra le oppositioni del R. P. M. Gio. Antonio Bovio, pubblicata a Venezia nel 1606, alla quale Bovio rispose con la Lettera... al reverendo padre maestro Paolo Rocca... nella quale si discorre per modo di annotazioni sopra a due lettere del Doge et Senato di Venezia (Milano, Ferrara, Firenze, 1606).
Il 29 gennaio 1607 Bovio fu nominato vescovo di Molfetta da papa Paolo V. Morì a Molfetta il 12 agosto 1622.
Postuma fu pubblicata la Breve historia dell'origine, fondazione e miracoli della divota chiesa di Santa Maria de' Martiri di Molfetta, pubblicata a Napoli nel 1635.

## Genealogia episcopale
La genealogia episcopale è:
- Cardinale Domenico Pinelli
- Vescovo Giovanni Antonio Bovio, O.Carm.